# Comité Paralímpico de Kuwait
El Comité Paralímpico de Kuwait es el comité paralímpico nacional que representa a Kuwait. Esta organización es la responsable de las actividades deportivas paralímpicas en el país. Es miembro del Comité Paralímpico Internacional y del Comité Paralímpico Asiático.